# Kampfgeschwader 30
Kampfgeschwader 30 (dobesedno slovensko: Bojni polk 30; kratica KG 30) je bil bombniški letalski polk (Geschwader) v sestavi nemške Luftwaffe med drugo svetovno vojno.
Od 13. novembra 1944 je polk opravljal lovske naloge in bil na novo opremljen z lovci Me 109.

## Organizacija
- štab
- I. skupina
- II. skupina
- III. skupina
- IV. skupina

## Vodstvo polka
Poveljniki polka (Geschwaderkommodore)
- Nadporočnik Walter Loebel: 15. november 1939
- Polkovnik Herbert Rieckhoff: 17. avgust 1940
- Nadporočnik Erich Bloedorn: oktober 1940
- Podpolkovnik Wilhelm Kern: 18. maj 1943
- Podpolkovnik Sigmund-Ulrich Freiherr von Gravenreuth: september 1943
- Polkovnik Bernhard Jope: oktober 1944
- Polkovnik Hanns Heise: februar 1945